# 訥倫公主
訥倫公主（ノルンこうしゅ、生没年不明）は、高麗の第26代王忠宣王の世子の王暠の妃。モンゴル人で、元の皇族カマラの子のスンシャンの娘。忠宣王は1316年に、元の諸侯王位である瀋陽王の位を王暠に譲った。王暠はまた訥倫公主を娶り、元の皇帝の駙馬になった。『元史』巻109・諸公主表・高麗公主位では訥倫公主が「○国公主」とあり、何らかの封号を有したが、詳細は不明である。

## 家族
- 父：スンシャン
- 母：不明
- 夫：王暠（中国語版）